# Dia Ewtimowa
Dia Ewtimowa, bułg. Диа Евтимова (ur. 30 kwietnia 1987 w Chaskowie) – bułgarska tenisistka.
Swoją karierę rozpoczęła w wieku piętnastu lat, we wrześniu 2002 roku, biorąc udział z dziką kartą w kwalifikacjach do turnieju ITF w Sofii. Po trzysetowym meczu w pierwszej rundzie przegrała z Gruzinką Margalitą Czachnaszwili. Pierwszy mecz w turnieju głównym zagrała w sierpniu 2003 roku w chorwackim Mariborze, w którym po przejściu kwalifikacji odpadła w pierwszej rundzie fazy głównej. Jeszcze tego samego roku w listopadzie jako kwalifikantka osiągnęła ćwierćfinał turnieju w Ramat ha-Szaron, pokonując, między innymi, Wiktoryję Azarankę. W 2004 roku kontynuowała grę w turniejach ITF, a jej największym osiągnięciem był półfinał turnieju w Mariborze. W następnym roku dwukrotnie dochodziła do finałów podobnych imprez, ale za każdym razem przegrywała. Przełomowym w karierze był rok 2006. Na przełomie maja i czerwca osiągnęła finał gry pojedynczej w bułgarskim Ruse, a w grze podwójnej turniej ten wygrała. Tydzień później, w rodzinnym Chaskowie wygrała swój pierwszy turniej w grze pojedynczej, pokonując w finale Anę Jerasimu. Później wygrała jeszcze drugi w karierze turniej deblowy w Horb.
W maju 2008 roku wystąpiła w kwalifikacjach do turnieju WTA w Stambule, ale w decydującym o awansie do fazy głównej meczu, przegrała z Poloną Hercog. Awans do turnieju głównego udało jej się wywalczyć dwa lata później, na turnieju Estoril Open, gdzie w eliminacjach pokonała takie zawodniczki jak: Mashona Washington, Sharon Fichman i Laura Pous Tió i po raz pierwszy wystąpiła w turnieju głównym, w którym przegrała jednak w pierwszej rundzie z Arantxą Parra Santonja. W maju tego samego roku ponownie wygrała kwalifikacje, tym razem do turnieju Internationaux de Strasbourg i w turnieju głównym pokonała w pierwszej rundzie Tatjanę Malek. W drugiej trafiła jednak na Mariję Szarapową, jak się potem okazało, zwyciężczynię tego turnieju i łatwo przegrała 3:6, 0:6. Ten niewielki sukces pozwolił jej jednak na awans do drugiej setki światowego rankingu, co zaowocowało udziałem w eliminacjach do turnieju wielkoszlemowego US Open. Debiut nie był jednak udany i tenisistka przegrała już w pierwszej rundzie z Akgul Amanmuradovą.
Jak dotąd nie wygrała żadnego turnieju WTA, ale ma na swoim koncie dziesięć wygranych turniejów w grze singlowej i dziewiętnaście w deblowej rangi ITF. Reprezentowała również swój kraj w rozgrywkach Pucharu Federacji.

## Wygrane turnieje rangi ITF
| turnieje z pulą nagród 100 000 $ |
| turnieje z pulą nagród 75 000 $  |
| turnieje z pulą nagród 50 000 $  |
| turnieje z pulą nagród 25 000 $  |
| turnieje z pulą nagród 15 000 $  |
| turnieje z pulą nagród 10 000 $  |

### Gra pojedyncza
|     | Data       | Turniej   | Kat. | ($)    | Naw.   | Finalistka            | Wynik            |
| 1.  | 11/06/2006 | Chaskowo  | ITF  | 10 000 | ziemna | Ana Jerasimu          | 6:4, 6:7, 6:3    |
| 2.  | 03/09/2006 | Palić     | ITF  | 10 000 | ziemna | Iveta Gerlová         | 6:0, 6:4         |
| 3.  | 27/09/2009 | Sandanski | ITF  | 10 000 | ziemna | Tanja Germanlijewa    | 6:3, 6:0         |
| 4.  | 27/02/2011 | Antalya   | ITF  | 10 000 | ziemna | Marion Gaud           | 6:3, 6:4         |
| 5.  | 03/07/2011 | Ystad     | ITF  | 25 000 | ziemna | Jana Čepelová         | 6:3, 6:4         |
| 6.  | 18/09/2011 | Zagrzeb   | ITF  | 50 000 | ziemna | Anastasija Piwowarowa | 6:2, 6:2         |
| 7.  | 20/10/2013 | Burgas    | ITF  | 10 000 | ziemna | Viktorija Tomova      | 6:1, 6:2         |
| 8.  | 12/02/2017 | Antalya   | ITF  | 15 000 | ziemna | Walentina Iwachnienko | walkower         |
| 9.  | 07/10/2018 | Herclijja | ITF  | 15 000 | twarda | Tamara Barad Itzhaki  | 6:0, 6:3         |
| 10. | 21/10/2018 | Ofakim    | ITF  | 15 000 | twarda | Anastasia Pribylova   | 6:4, 3:6, 7:6(6) |